# Philipp Ludwig Statius Müller
Philipp Ludwig Statius Müller (Esens, 25 aprile 1725 – Erlangen, 5 gennaio 1776) è stato uno zoologo tedesco.
Statius Müller nacque a Esens, un centro della Bassa Sassonia, dopo la laurea in Biologia  divenne professore di scienze biologiche a Erlangen, in Baviera. Tra il 1773 e il 1776 tradusse e pubblicò in tedesco la classificazione scientifica di Linnaeus, mentre il suo compendio, datato 1776, contiene la prima classificazione scientifica di molte specie animali, tra cui il dugongo, il guanaco, il potto, il tucano toco e l'airone tricolore. 

## Pubblicazioni
- Verzeichniß einer zahlreichen und auserlesenen Sammlung von Naturalien. Erlangen 1778 p.m.
- Bedenkingen betreffende den dierlijken oorsprong der koraal-gewassen. Blussé, Dordrecht 1771.
- Dvbia Coralliorvm Origini Animali Opposita. Camerarius, Erlangen 1770.
- Kort Ontwerp van de zedelyke Oogmerken Gods by de Schepping en Regeering deezer Waereld. Amsterdam 1762.
- Einsame Nachtgedanken. Wien 1761.
- Kurze Anleitung zur Holländischen Sprache. Erlangen 1759.
- Die rechtmäßige Freude über die Wohlthaten Gottes das Jenaische Universitäts-Jubilär betr. Jena 1758.
- Dissertationis de justo probabilitatis valore et usu sectio teria. Erlangen 1758.
- Oratoriam extemporaneam a praeivdiciis nonnvllis, qvibvs est obnoxia vindicat. Camerarius, Erlangen 1758.
- De traanen eenes volks, over het verlies van een eminent Opper-Hoofd. Leeuwarden 1751.
- De Zeedemeester der kerkelyken. Fongerlo, Amsterdam 1750.

| Statius Müller è l'abbreviazione standard utilizzata per le specie animali descritte da Philipp Ludwig Statius Müller. Categoria:Taxa classificati da Philipp Ludwig Statius Müller |

| Controllo di autorità | VIAF (EN) 18096264 · ISNI (EN) 0000 0001 2277 0944 · CERL cnp00448431 · LCCN (EN) nr00009375 · GND (DE) 122086171 · BNF (FR) cb10676458h (data) · J9U (EN, HE) 987012328464105171 |